# Handley Page Halifax
Halifax er et 4-motors engelsk bombefly, bygget af Handley Page.
Halifax udgjorde sammen med Short Stirling og ikke mindst Avro Lancaster grundstammen i den engelske flåde af tunge bombefly under 2. verdenskrig, hvor RAF primært anvendte det til de natlige togter over Tyskland og de besatte områder.

- Wikimedia Commons har flere filer relateret til Handley Page Halifax

| Luftfart | Spire Denne artikel om flyvning er en spire som bør udbygges. Du er velkommen til at hjælpe Wikipedia ved at udvide den. |